# Katedra w Hamarze
Katedra w Hamarze (bokmål: Hamar domkirke, nynorsk: Hamar domkyrkje) – jest głównym kościołem diecezji Hamar, części Kościoła Norwegii.

## Historia
Kościół został wybudowany jako następstwo uzyskania statusu miasta przez Hamar w 1849 i ponownego  ustanowienia go jako niezależnej diecezji dwa lata później. Na skutek gwałtownego rozwoju i potrzeby diecezji obejmującej obszary wschodniej Norwegii, Kościół Norwegii ustanowił siedzibę dla nowo ustanowionej diecezji Norwegii w Hamarze w 1864. Architektem katedry był Heinrich Ernst Schirmer, lokalnym generalnym wykonawcą był Herman Frang. Katedra została poświęcona przez biskupa 15 grudnia 1866. Fasada zewnętrzna została zbudowana w prostym, niemal surowym niemieckim neoromańskim stylu i jest wyraźnie niezmieniona od czasu jej budowy. 
W latach 20. XX wieku, kilka zmian zostało wykonanych we wnętrzu. W 1950, biskup Kristian Schjelderup poprosił o znaczny remontu wnętrza. Arnstein Arneberg został zatwierdzony jako architekt, i jego projekt zakładał niemal całkowitą wymianę wnętrza. Wszystko co pozostało z oryginalnego wnętrza to konstrukcja nośna dla chóru, jedynie chrzcielnica i dwa srebrne stojaki świecznikowe. Nowe wnętrze zostało otwarte 9 maja 1954.

## Architektura
Wnętrze charakteryzuje się podniosłą nawą główną, zainspirowaną przez strukturę bazyliki. Okna są udekorowane obrazami w stylu pracowni, być może oprzeć na średniowiecznych gobelinach.
Głównym elementem wnętrza jest ołtarz,  który jest być może najbardziej niezwykłym elementem katedry. Przedstawienie Henrika Sørensena przedstawienie zmartwychwstałego Jezusa Chrystusa zostało zainspirowane przez nordycki archetyp. Na bocznych ołtarzach Sørensen przedstawił pełną niepokoju matkę i przebudzenie Hansa Nielsena Hauge. 
Sufit został namalowany przez Arve Hagena. Ambona i posągi przed prezbiterium zostały wyrzeźbione przez Anthona Røvika. Ambona posiada przedstawienie Franciszka z Asyżu.